# Inácio Miguel
Inácio Miguel Ferreira Santos znany jako Inácio Miguel (ur. 12 grudnia 1995 w Torres Vedras) – angolski piłkarz grający na pozycji środkowego obrońcy. Od 2023 jest zawodnikiem klubu Atlético Petróleos de Luanda.

## Kariera klubowa
Swoją karierę piłkarską Inácio Miguel rozpoczynał w juniorach takich klubów jak: GDU Ericeirense (2005-2009), CD Mafra (2009-2013) i Gil Vicente FC (2013-2014). W 2014 roku został zawodnikiem klubu SC Vila Real, a w którym zadebiutował w trzeciej lidze portugalskiej. W sezonie 2015/2015 grał w innym trzecioligowcu, FC Felgueiras. W 2016 roku przeszedł do rezerw Bragi. 28 września 2016 zadebiutował w nich w drugiej lidze w zremisowanym 2:2 domowym meczu z CD Aves. Zawodnikiem Bragi B był przez trzy sezony.
Latem 2019 Inácio Miguel przeszedł do drugoligowego rumuńskiego klubu Universitatea Kluż. Swój debiut w nim zaliczył 2 sierpnia 2019 w przegranym 0:2 wyjazdowym meczu z CSM Școlar Reșița. W Universitatei grał przez dwa lata.
W 2021 roku Inácio Miguel został piłkarzem CD Mafra. Swój debiut w nim zanotował 8 sierpnia 2021 w zwycięskim 1:0 wyjazdowym spotkaniu z Estrelą Amadora. W Mafrze spędził rok.
W lipcu 2022 roku Inácio Miguel został zawodnikiem łotewskiego FK Liepāja. Zadebiutował w nim 14 sierpnia 2022 w zwycięskim 3:2 wyjazdowym meczu ze Spartaksem Jūrmala. Na początku 2023 przeszedł do Atlético Petróleos de Luanda. W sezonie 2022/2023 został z nim mistrzem Angoli.
| Sezon   | Klub                         | Kraj       | Rozgrywki       | Mecze | Bramki |
| ------- | ---------------------------- | ---------- | --------------- | ----- | ------ |
| 2014/15 | SC Vila Real                 | Portugalia | Liga 3          | 24    | 1      |
| 2015/16 | FC Felgueiras                | Portugalia | Liga 3          | 29    | 0      |
| 2016/17 | SC Braga B                   | Portugalia | Segunda Liga    | 22    | 1      |
| 2017/18 | SC Braga B                   | Portugalia | Segunda Liga    | 13    | 1      |
| 2018/19 | SC Braga B                   | Portugalia | Segunda Liga    | 22    | 1      |
| 2019/20 | Universitatea Kluż           | Rumunia    | Liga II         | 20    | 0      |
| 2020/21 | Universitatea Kluż           | Rumunia    | Liga II         | 9     | 0      |
| 2021/22 | CD Mafra                     | Portugalia | Liga Portugal 2 | 28    | 0      |
| 2022    | FK Liepāja                   | Łotwa      | Virslīga        | 15    | 2      |
| 2023/24 | Atlético Petróleos de Luanda | Angola     | Girabola        | 9     | 0      |

## Kariera reprezentacyjna
W reprezentacji Angoli Inácio Miguel zadebiutował 1 września 2021 w przegranym 0:1 meczu eliminacji do MŚ 2022 z Egiptem, rozegranym w Kairze. W 2024 roku został powołany do kadry na Puchar Narodów Afryki 2023. W tym turnieju nie rozegrał żadnego meczu.